# Loxostege thallophilalis
Loxostege thallophilalis là một loài bướm đêm trong họ Crambidae.